# جون بالمر (إداري استيطاني)
جون بالمر (بالإنجليزية: John Palmer)‏ هو إداري استيطاني ‏ أمريكي، (و. 1650  م).